# Dolichognatha petiti
Dolichognatha petiti är en spindelart som först beskrevs av Simon 1884.  Dolichognatha petiti ingår i släktet Dolichognatha och familjen käkspindlar. Inga underarter finns listade i Catalogue of Life.